# Piste olympique Eugenio-Monti
La piste olympique Eugenio-Monti est une piste de bobsleigh et skeleton utilisée pour les Jeux olympiques d'hiver de 1956 de Cortina d'Ampezzo (Italie). Le nom de la piste est en hommage au champion de bobsleigh italien Eugenio Monti (double champion olympique en 1968). Il a été l'un des terrains du film Rien que pour vos yeux (James Bond). Il a par ailleurs accueilli de nombreux évènements sportifs tels que les championnats du monde de bobsleigh. Elle est fermée depuis 2008.

## Histoire
Le bobsleigh est introduit à Cortina d'Ampezzo au début du XXe siècle avec la route enneigée qui relie Cortina à Pocol. En 1911, un projet de construction d'une piste artificielle était à l'étude au centre de la ville de Cortina mais avorta en raison de son coût. En 1923, le village de Ronco, près de Cortina, se dote d'une piste de 1 200 mètres, celle-ci couverte d'une glace artificielle.
Cette piste est utilisée à l'occasion des jeux d'hiver d'université de 1928. En 1936, on rénove cette piste en l'agrandissant pour permettre à celle-ci de répondre aux standards des autres pistes tels que la Cresta Run à Saint-Moritz (Suisse) et de Garmisch-Partenkirchen (Allemagne). L'extension mise en œuvre a porté la longueur de la piste à 1 500 mètres comprenant 15 virages avec un dénivelé entre le départ et l'arrivée de 152 mètres. Elle accueille les championnats du monde de la FIBT en 1937 pour le bob à deux. Deux ans plus tard, elle accueille les championnats de la FIBT de bob à 4 où le bobeur suisse Reto Capadrutt trouve la mort.
La piste est de nouveau modifiée au lendemain de la Seconde Guerre mondiale en 1948 pour une longueur de 1 700 mètres et 16 virages. Elle accueille les championnats de 1950, 1954.
Quand le Comité international olympique accorde l'organisation des Jeux olympiques d'hiver de 1956 à Cortina, le comité olympique italien a entrepris l'amélioration de la piste malgré un coût élevé. Après les Jeux olympiques d'hiver de 1952 d'Oslo, le marquage et chronométrage électroniques ont fait leur apparition sur la piste. Lors de son utilisation aux JO de 1956, la piste faisait 1 700 mètres de long pour 16 virages et un dénivelé de 152 mètres. En 1960, Squaw Valley décide de ne pas se doter de piste de bobsleigh pour des soucis d'économies, Cortina organisa donc des championnats du monde pour éviter une exclusion du programme olympique.
En 1966, Cortina accueille de nouveau les championnats du monde, mais un nouveau bobeur trouve la mort (l'Allemand Toni Pensperger), l'épreuve de bob à 4 est aussitôt annulée. Ce décès donne lieu à de nouvelles améliorations de la piste en accord avec la FIBT. Un nouveau décès est à déplorer en 1981 avec l'Américain James Morgan durant l'épreuve de bob à 4. De nouveau, la piste est raccourcie et dotée de nouvelles sécurités, depuis 1981 il s'agit de sa configuration actuelle. La même année, la piste sert de terrain au film Rien que pour vos yeux où l'un des cascadeurs trouve la mort.
La FIBT attend 1989 pour permettre à la station d'accueillir de nouveaux championnats du monde puis en 1999.
À la mort d'Eugenio Monti en 2003, la piste est renommée en Piste Eugenio Monti. La ville avait candidaté pour accueillir les championnats du monde de la FIBT de 2011 sans cependant avoir été encore homologuée pour le skeleton (dernière compétition en 1992) mais à la suite de quelques problèmes avec la ville, la FIBT a finalement attribué les championnats à Königssee, en Allemagne. La piste est définitivement fermée en 2008.
Il est envisagé de la rouvrir à l’occasion des Jeux olympiques d'hiver de 2026, ce qui constituait le principal investissement. Le coût élevé engendra une controverse et l'idée fut abandonnée pour envisager la compétition sur une piste existante à l'étranger. Finalement, le gouvernement italien relance l'option de la construction de la piste à Cortina en décembre 2023 ; les travaux de démolition de l'ancienne piste commencent en mars 2023. Le contrat est remporté par la société Pizzarotti pour un montant de 82 millions d’euros et une livraison en mars 2025. La nouvelle piste sera longue de 1 650 mètres en suivant partiellement le tracé historique avec 16 virages.

## Statistiques (ancienne piste)
| Sport     | Distance de la piste | Nombre de virages |
| --------- | -------------------- | ----------------- |
| Bobsleigh | 1350                 | 13                |

Entre l'aire de départ et l'aire d'arrivée, la différence d'altitude est de 120 mètres.
| Numéros des virages | Nom du virage    | Raisons                                                                          |
| ------------------- | ---------------- | -------------------------------------------------------------------------------- |
| 1.                  | Verzi            |                                                                                  |
| 2.                  | Rettifilo Sento  |                                                                                  |
| 3.                  | Sento            | Nom italien pour dire « Courbe »                                                 |
| 4., 5. et 6.        | Labirinto        | Nom italien pour dire « Labyrinthe »                                             |
| 7.                  | Belvedere        | Nom italien pour dire « Surveillance ». Nom d'un petit village près de la piste. |
| 8.                  | Bandion          | Nom d'un petit village près de la piste.                                         |
| 9.                  | Rettfilo Antelao |                                                                                  |
| 10.                 | Antelao          | Apres Mont Antelao.                                                              |
| 11.                 | Cristallo        | Apres Mont Cristallo                                                             |
| 14.                 | Arrivo           | Nom italien pour dire « Arrivée ».                                               |